# 酒井美喜雄
酒井 美喜雄（さかい みきお、1890年（明治23年）10月7日 - 1939年（昭和14年）9月15日）は、大日本帝国陸軍軍人。最終階級は陸軍少将。功三級。

## 経歴・人物
愛知県出身。1911年（明治44年）陸軍士官学校第23期卒業、陸軍歩兵少尉に任官。
1937年（昭和12年）8月に陸軍歩兵大佐を経て、翌年の1938年（昭和13年）4月に歩兵第72連隊長（関東軍、第23師団、第23歩兵団）に任ぜられ、ノモンハン事件に出動。攻勢移転初日に師団正面より前進を始めるが、攻撃を受け負傷し後退。ハルビン陸軍病院で治療中に連隊長の職を免じられ、自決。陸軍少将に特進した。